# Фердинанд Саксен-Кобург-Готський
Фердинанд Георг Август Саксен-Кобург-Готський (Ferdinand Georg August of Saxe-Coburg and Gotha) (28 березня 1785 — 27 серпня 1851) — німецький принц із Саксен-Кобург-Готської династиї. Генерал кавалерії австрійської імперської та королівської армії під час наполеонівських війн. Спочатку будучи лютеранином до 1818 року, підніше одружившись, він заснував католицьку гілку родини Саксен-Кобург і Гота-Кохарі, що згодом посіла престоли королівств Португалії (1837) та Болгарії (1887).

## Життєпис
Фердинанд Георг Август народився в Кобурзі як принц Саксен-Кобург-Заальфельдський, другий син Франциска Фредеріка Антонія, герцога Саксен-Кобург-Заальфельдського, і його другої дружини, графині Августи Кароліни Софі Ройсс з Еберсдорфа.
30 листопада 1815 року, у Відні, Фердинанд Георг Август одружився з принцесою Марією Антонією Кохарі де Чабраг і Житня, донькою і спадкоємицею Ференца Йожефа Князя Кохарі де Чабраг і Житні, яка прийняла католицьку віру 1818 року. Коли батько Марії-Антонії помер 1826 року, вона успадкувала його маєтки й титули в Угорщині та Словаччині. Після шлюбу Фердинанд Георг Август прийняв титул герцога Саксен-Кобурзького і гота-Кохарського. Фердинанд і Антонія мали чотирьох дітей, усіх виховали католиками
1826 року його титул змінився з принца Саксен-Кобург-Заальфельдського на принца Саксен-Кобург-готського, коли його брат герцог Ернст I здійснив обмін територіями й титулами з іншими членами родини.
Серед племінників і племінниць Фердинанда були королева Великобританії Вікторія та її чоловік принц Альберт, а також імператриця Мексики Шарлотта та її брат — король Бельгії Леопольд II.
Фердинанд Георг Август помер у Відні 27 серпня 1851 року у віці 66 років. Він похований у королівському мавзолеї у Фрідгофі-на-Глокенберзі в Кобурзі.

## Родина
Дружина — Марія Антонія Кохарі, угорська шляхтянка
Діти:
- Фернанду (1816—1885) — одружився з королевою Португалії Марією II 9 квітня 1836 року. У них було одинадцять дітей. Він повторно одружився з Елізою Хенслер 10 червня 1869 року.
- Август (1818—1881) — одружився з принцесою Клементиною Орлеанською 21 квітня 1843 року. У них було п'ятеро дітей, у тому числі король Болгарії Фердинанд I (їх молодша дитина).
- Вікторія (14 лютого 1822 — 10 грудня 1857) — вийшла заміж за принца Луї, князя Немурського 27 квітня 1840 року. У них було четверо дітей.
- Леопольд (31 січня 1824– 20 травня 1884) — одружився 23 квітня 1861 р. з Констанцією Гейгер. У них був син.